# Eosentomon hyatti
Eosentomon hyatti är en urinsektsart som beskrevs av Bruno Condé 1958. Eosentomon hyatti ingår i släktet Eosentomon och familjen trakétrevfotingar. Inga underarter finns listade i Catalogue of Life.